# Emile Lenoble

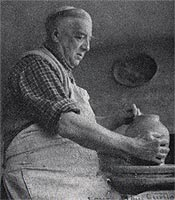
Emile Lenoble bei der Arbeit

Emile Lenoble (* 24. November 1875 in Paris; † 14. August 1940 in Morgat) war ein französischer Keramiker.

## Leben
Emile Lenoble wuchs in Choisy-le-Roi auf, wo seine Eltern eine kleine industrielle Stickereiwerkstatt betrieben. Er besuchte die Schule Lycée Jean-Baptiste-Say; im Alter von 18 Jahren begann er sein Studium an der École nationale supérieure des arts décoratifs in Paris. Ab 1897 arbeitete er sieben Jahre als Zeichner in der Steingutfabrik Faïencerie Loebnitz in Choisy-le-Roi bei Hippolyte Boulenger, wo er mit der Fertigung von Steingut und Brennemaille in Kontakt kam. 1904 fasste er den Entschluss Keramiker zu werden und wurde Schüler bei dem Bildhauer und Keramiker Ernest Chaplet in dessen Werkstatt in Choisy-le-Roi. Bereits 1899 hatte er die Enkelin Chaplets geheiratet. Bis 1909, dem Todesjahr von Chaplet, fertigte er zwei Arten von Keramik, im Stil der griechischen Kunst verzierte Stücke sowie der japanischen Tradition folgende Arbeiten aus mit Emaille überzogenem Steingut. Im Gegensatz zu Chaplet, der mit Porzellan gearbeitet hatte, wählte Lenoble Steinzeug. Lenobles Vasen und Töpfe entstanden auf der Töpferscheibe, den Ton mischte er manchmal mit Kaolin. Im Dezember 1905 hatte er mit Chaplet in der Galerie Georges Petit ausgestellt und einen Auftrag  für  ein 500 Teile umfassendes Tafelservice im griechischen Stil erhalten, das der französische Kunsthistoriker Salomon Reinach für seine Villa Kerylos in Beaulieu-sur-Mer bei ihm bestellte.
Nach Chaplets Tod richtete sich Lenoble eine eigene Werkstatt in Choisy-le-Roi ein. Hier arbeitete er allein und entwickelte seinen persönlichen Stil, in dem die Dekorationen seiner Stücke von keltischer und nahöstlicher Kunst inspiriert sind. Von 1909 bis 1914 schuf er Arbeiten mit klareren Linien und großer Farbvielfalt. Er entwickelte Einlegedekorationen auf seinen dickbauchigen Stücken mit Wellenlinien, Spiralen oder Pflanzenornamenten, die er in eine dicke Schicht weißer Engobe eingravierte und darauf mit einer transparenten Schicht bedeckte. Diese Periode seines Schaffens wurde 1914 durch den Ersten Weltkrieg unterbrochen. Im Verlauf des Krieges wurde Lenoble gefangen genommen und bis zum Ende des Konflikts in Genf interniert.
Von 1918 bis 1925 war das Werk Lenobles vom Einfluss asiatischer Keramik dominiert. Sein Freund, der Maler und Sammler orientalischer Kunst Henri Rivière, hatte ihm chinesische Keramik aus der Song-Periode und koreanische Keramik mit denen ihnen eigenen, besonderen Farben nahe gebracht. Arbeiten aus dieser Periode zeigte er auf der Exposition internationale des Arts Décoratifs et industriels modernes in Paris. Die folgende, letzte Schaffensperiode des Künstlers war von der afrikanischen Kunst beeinflusst. Ab 1927 ersetzte Lenoble nach und nach die Blumenmotive der 1920er Jahre durch ein nüchternes Repertoire aus geometrischen Motiven. Er versuchte dabei, das Aussehen afrikanischer Holzskulpturen zu reproduzieren.
Emile Lenoble war mit Künstlern wie Jacques-Émile Ruhlmann, Pierre-Paul Montagnac, Georges Bastard oder Félix Boutreux befreundet. Die Literatur verortet sein frühes Werk im Jugendstil und seine späteren Arbeiten im Stil des Art déco. Exemplare seiner Arbeiten befinden sich heute unter anderem im Musée d’Orsay, Musée des Arts Décoratifs sowie dem Art Institute of Chicago und dem Metropolitan Museum of Art. Emile Lenobles Sohn Jacques Lenoble wurde ebenso Keramiker.

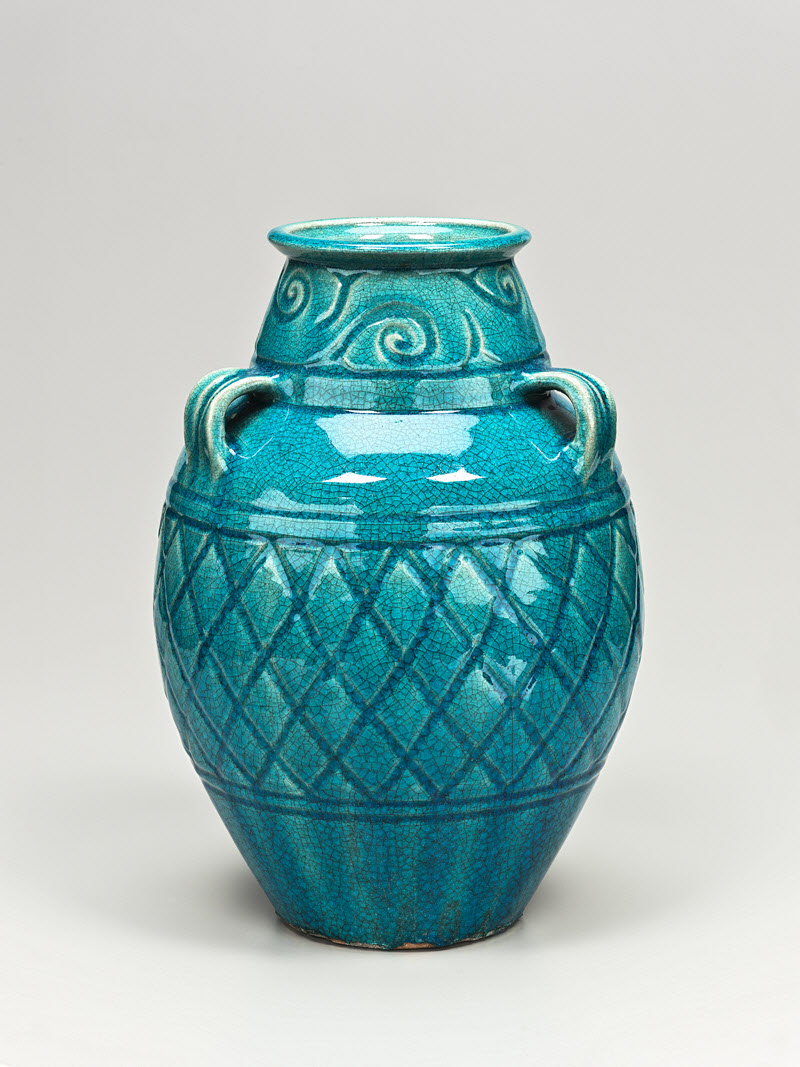
Vase von etwa 1920, Metropolitan Museum of Art (MET)
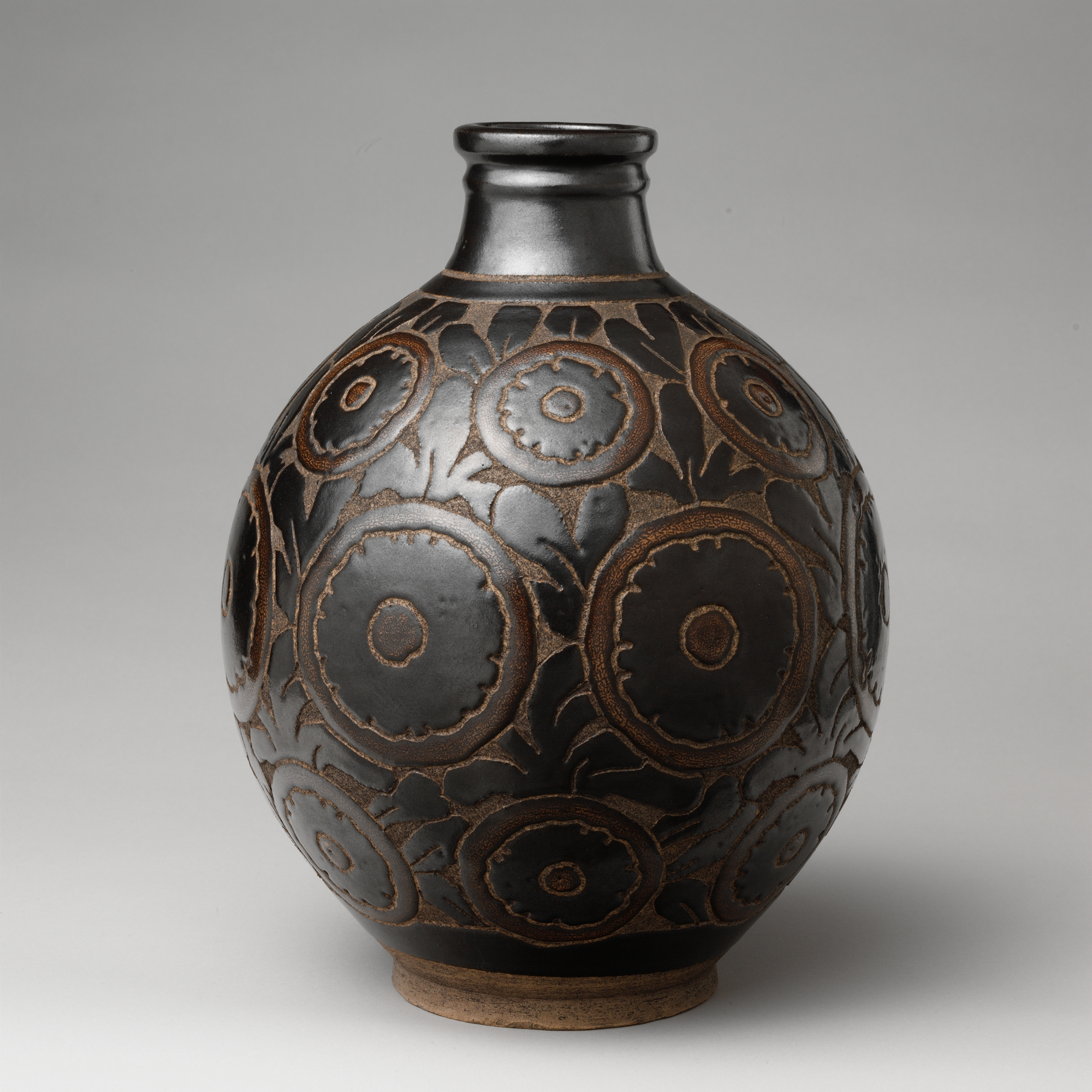
Vase von 1925, MET
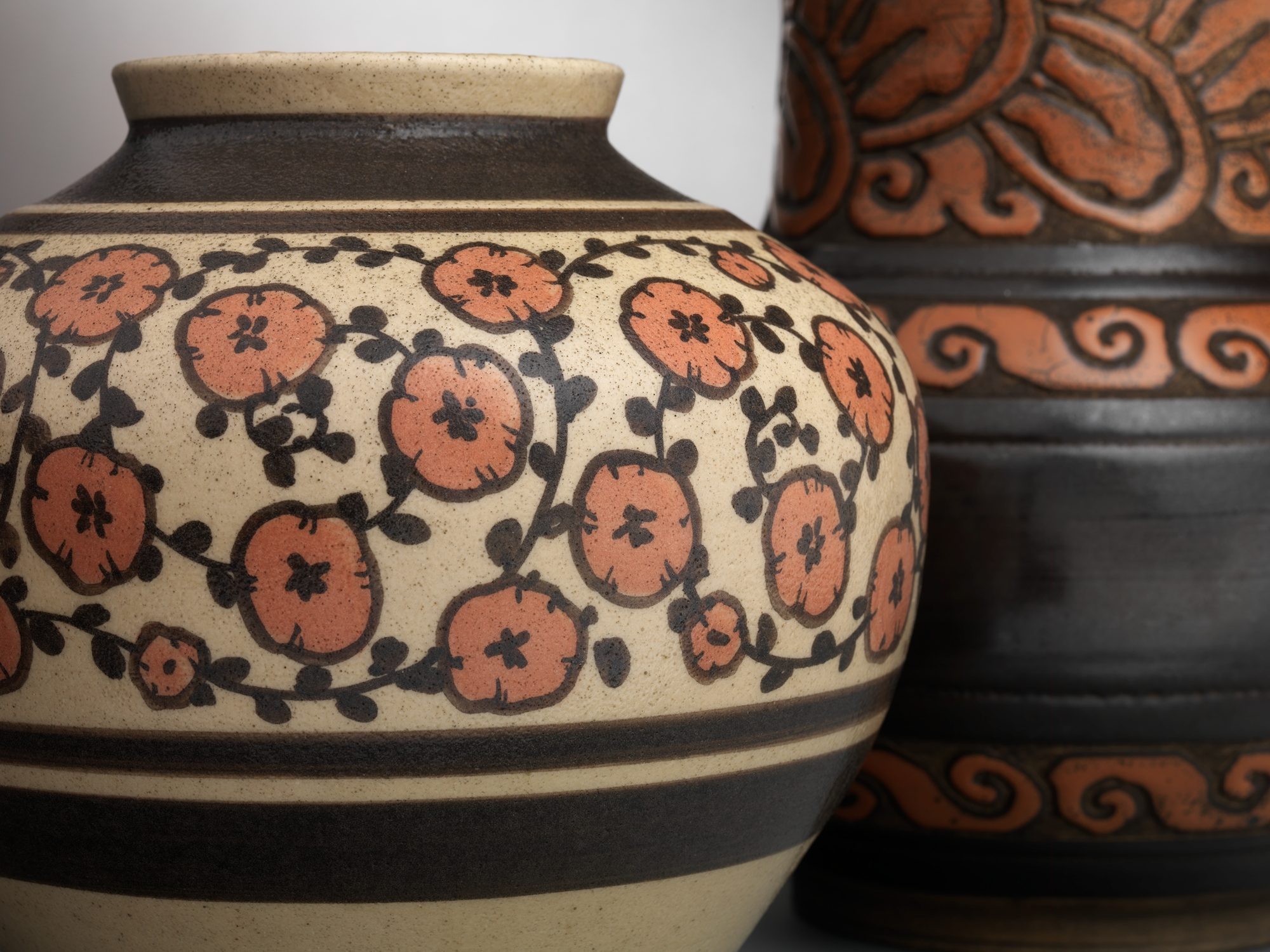
Vase von 1925, MET
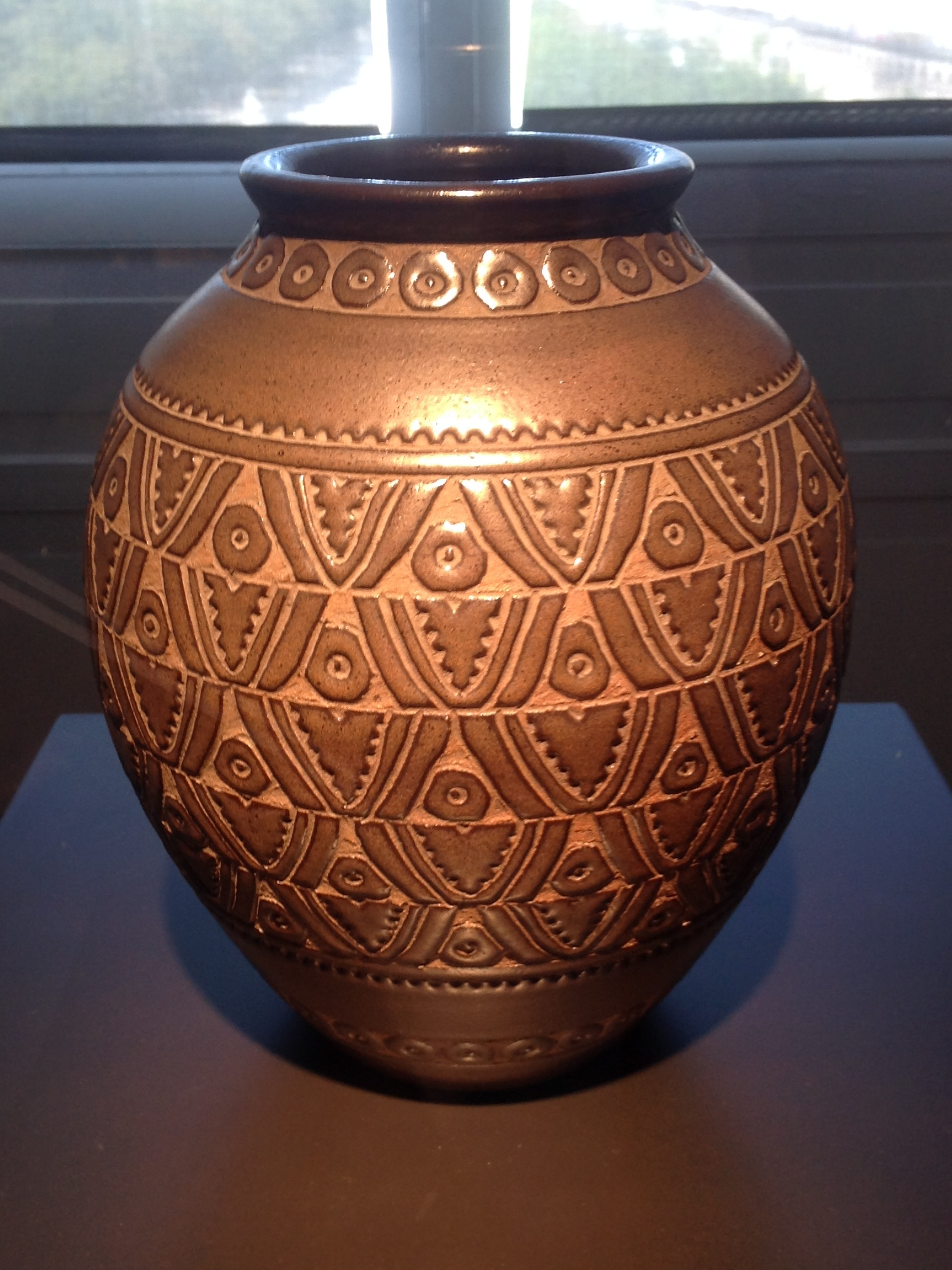
Vase von 1937, Musée des Arts Décoratifs